# Klusow
Klusow (ros. Клюсов) – osiedle typu wiejskiego w zachodniej Rosji, w sielsowiecie głamazdińskim rejonu chomutowskiego w obwodzie kurskim.

## Geografia
Miejscowość położona jest nad ruczajem Romanowskij w dorzeczu Siewu, 1,5 km od centrum administracyjnego sielsowietu głamazdińskiego (Głamazdino), 7 km od centrum administracyjnego rejonu (Chomutowka), 107 km od Kurska.

## Demografia
W 2010 r. miejscowość nie posiadała mieszkańców.